# Даніель Ревелес
Даніель Феліпе Ревелес Перейра (ісп. Daniel Felipe Revelez Pereira; нар. 30 вересня 1959, Роча) — уругвайський футболіст, що грав на позиції захисника. Відомий за виступами в уругвайських клубах «Насьйональ» та «Данубіо», клубах Аргентини та Колумбії, а також у складі національної збірної Уругваю.

## Клубна кар'єра
Даніель Ревелес народився в 1959 році в уругвайському місті Роча. У дорослому футболі дебютував 1979 року виступами за команду «Белья Віста», в якій грав до 1982 року. У 1983 році Ревелес став гравцем колумбійського клубу «Депортіво Калі», в якому грав до 1985 року. У 1985—1986 роках футболіст грав у аргентинському клубі «Чакаріта Хуніорс».
У 1986 році Ревелес повернувся на батьківщину, де став гравцем столичного клубу «Данубіо», а на початку 1987 року повернувся до свого рідного клубу «Белья Віста».
На початку 1988 року Даніель Ревелес отримав запрошення від одного із двох найсильніших клубів Уругваю «Насьйональ», у складі якого грав до 1993 року. У 1995 році Ревелес повернувся до клубу «Данубіо», за який грав до 1997 року, після чого завершив виступи на футбольних полях.

## Виступи за збірні
У 1979 році Даніель Ревелес залучався до складу молодіжної збірної Уругваю.
1980 року Ревелес дебютував у складі національної збірної Уругваю. У складі збірної був учасником розіграшу Кубка Америки 1989 року у Бразилії, де разом з командою здобув «срібло» У 1990 році Ревелес був у складі команди на чемпіонаті світу 1990 року в Італії, проте на поле не виходив. У 1991 році футболіст був у складі збірної на розіграші Кубка Америки 1991 року у Чилі. У 1991 році завершив виступи у збірній. Загалом протягом кар'єри в національній команді провів у її формі 21 матч, забивши 1 гол.

## Титули і досягнення
- Чемпіон Південної Америки (U-20): 1979
- Чемпіон Уругваю (1):

Насьйональ: 1992
- Володар Кубка Лібертадорес (1): 1988
- Володар Міжконтинентального кубка (1): 1988
- Володар Міжамериканського кубка (1): 1988
- Переможець Рекопи Південної Америки (1): 1989
- Срібний призер Кубка Америки: 1989